# 松阪警察署

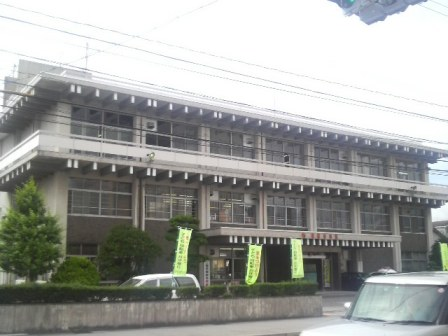
旧庁舎（2008年6月24日撮影）

松阪警察署（まつさかけいさつしょ）は、三重県警察が管轄する警察署の一つ。

## 所在地
- 三重県松阪市中央町366-1

## 管轄区域
- 松阪市
- 多気郡
  - 明和町
  - 多気町

## 沿革
- 1876年（明治9年）1月：度会県の第九屯所を飯高郡松坂町中町に設置。
- 1876年（明治9年）7月：三重県の第一区警察出張所（津）の管轄となる。
- 1876年（明治9年）12月：伊勢暴動により屯所が焼失。
- 1877年（明治10年）2月：第一区警察出張所第二十屯所が津警察署松坂分署と改称。
- 1878年（明治11年）1月15日：松坂警察署を設置。同年2月9日に開署式を挙行。
- 1884年（明治17年）～1886年（明治19年）：庁舎を新築。
- 1893年（明治26年）3月29日：松坂大火により庁舎が類焼。
- 1893年（明治26年）～1894年（明治27年）：庁舎を新築。
- 1937年（昭和12年）3月22日：松阪警察署の庁舎を殿町1316番地の1に新築、移転。
- 1943年（昭和18年）5月15日：相可警察署が廃止、松阪警察署に統合。
- 1948年（昭和23年）3月：松阪警察署が廃止、国家地方警察飯多地区警察署と自治体警察である松阪市警察署と花岡町警察署が発足。
- 1951年（昭和26年）10月：花岡町警察署が廃止、飯多地区警察署に統合。
- 1954年（昭和29年）7月1日：飯多地区警察署と松阪市警察署が廃止、三重県松阪警察署が発足[1]。管轄区域は松阪市、飯南郡花岡町・港村・松尾村・大河内村・大石村・茅広江村・射和村・櫛田村・漕代村・西黒部村、多気郡相可町・大淀町・明星村・斎宮村・上御糸村・下御糸村・西外城田村・佐奈村・五ヶ谷村・津田村・丹生村・東黒部村[1]。
- 1957年（昭和32年）8月：飯高警察署が廃止、松阪警察署に統合。
- 1966年（昭和41年）9月22日：新庁舎の起工式を挙行[2]。
- 1967年（昭和42年）5月10日：松阪市鎌田町字南沖366の1番地（現 松阪市中央町366番地の1）に鉄筋コンクリート3階建て庁舎を新築、完工式を挙行[3]。
- 2005年（平成17年）1月1日：管内の旧・松阪市と一志郡2町（嬉野町、三雲町）、飯南郡2町（飯南町、飯高町）が新設合併し、新・松阪市となったため、管轄区域市町村数が、1市6町1村から、1市2町1村になった。
- 2006年（平成18年）1月1日：管内の多気郡1町1村（旧多気町、勢和村）が新設合併し、新・多気町となったため、管轄区域市町村数が、1市2町1村から、1市2町になった。
- 2009年（平成21年）7月6日：地上4階建ての新庁舎を新築、供用を開始[4]。
- 2009年（平成21年）11月30日：駐車場などの工事が完了し、落成式を挙行[5]。

## 組織
- 会計課
  - 会計係
- 警務課
  - 警務係
  - 安全相談・被害者支援係
- 留置管理課
  - 留置管理係
- 生活安全課
  - 生活安全係
  - 少年係
  - 捜査係
- 地域課
  - 企画指導係
  - 事件指導・教養係
  - 地域係
  - 通信指令係
- 刑事第一課
  - 捜査庶務係
  - 強行盗犯係
  - 鑑識係
- 刑事第二課
  - 知能犯係
  - 組織犯罪対策係
- 交通第一課
  - 交通総務係
  - 交通規制係
- 交通第二課
  - 捜査庶務係
  - 交通指導係
  - 交通捜査係
- 警備課
  - 警備第一係
  - 警備第二係

他に、署庁舎内に交通機動隊の分駐所等がある。

## 幹部交番
| 幹部交番 | 自治体 | 所在地     |
| -------- | ------ | ---------- |
| 飯高     | 松阪市 | 飯高町宮前 |

## 交番
| 交番     | 自治体 | 所在地             |
| -------- | ------ | ------------------ |
| 松阪駅前 | 松阪市 | 京町               |
| 川井町   | 松阪市 | 川井町             |
| 愛宕町   | 松阪市 | 愛宕町四丁目       |
| 久保     | 松阪市 | 久保町             |
| 嬉野     | 松阪市 | 嬉野中川新町四丁目 |
| 明和     | 明和町 | 馬之上             |

## 警察官駐在所

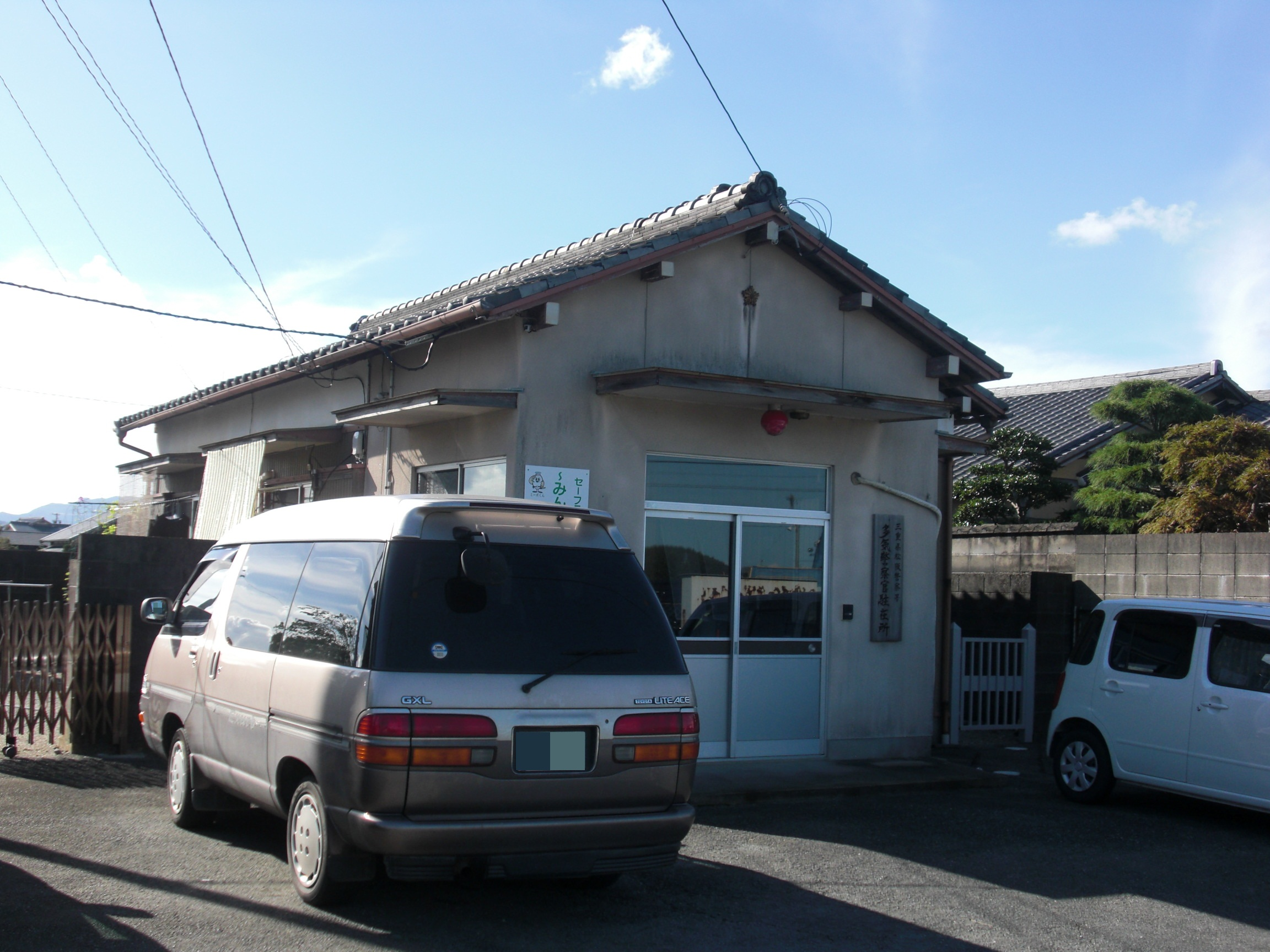
旧多気警察官駐在所

| 警察官駐在所 | 自治体 | 所在地     |
| ------------ | ------ | ---------- |
| 西黒部       | 松阪市 | 西黒部町   |
| 東黒部       | 松阪市 | 東黒部町   |
| 朝見         | 松阪市 | 佐久米町   |
| 櫛田         | 松阪市 | 豊原町     |
| 松尾         | 松阪市 | 丹生寺町   |
| 大河内       | 松阪市 | 矢津町     |
| 大石         | 松阪市 | 小片野町   |
| 射和         | 松阪市 | 射和町     |
| 天白         | 松阪市 | 曽原町     |
| 小野江       | 松阪市 | 肥留町     |
| 柿野         | 松阪市 | 飯南町横野 |
| 粥見         | 松阪市 | 飯南町粥見 |
| 香肌         | 松阪市 | 飯高町森   |
| 多気         | 多気町 | 多気       |
| 相可         | 多気町 | 相可       |
| 西外城田     | 多気町 | 森荘       |
| 佐奈         | 多気町 | 仁田       |
| 勢和         | 多気町 | 朝柄       |

### 廃止された警察官駐在所
- 松阪市 - 松ケ崎、伊勢寺、米之庄、七日市、波瀬
- 多気町 - 丹生

## 主な未解決事件
- 三重県明和町女子高生行方不明事件[6]
- 松阪市飯南町男性死体遺棄事件[7]